# Een nieuw begin (roman)
Een Nieuw Begin is een roman die zich afspeelt in de wereld van de epische fantasyserie Het Rad des Tijds, geschreven door de Amerikaanse schrijver Robert Jordan. Een Nieuw Begin bestaat uit 26 hoofdstukken en een epiloog. 

## Achtergrond
New Spring werd oorspronkelijk gepubliceerd in de speculative fiction anthology, bewerkt door Robert Silverberg en getiteld Legends: Short Novels by the Masters of Modern Fantasy. Het werd op 15 september 1999 gepubliceerd door Tor Books in de Verenigde Staten, tussen de 1998-publicatie van Het Pad der Dolken (boek 8) en de 2000-publicatie van Hart van de Winter (boek 9).
Robert Jordan breidde het verhaal uiteindelijk uit tot een opzichzelfstaand boek (hoewel korter dan een gemiddeld Het Rad des Tijds-boek), dat vervolgens in januari 2004 door Tor Books werd verspreid, vlak voor de publicatie van het elfde deel in de serie, Mes van Dromen.
Een Nieuw Begin werd eigenlijk beschouwd als het eerste deel in een trilogie van prequels. In het tweede en derde deel zou Jordan zich concentreren op het personage Tham, die in het leger van Illian dient en uiteindelijk Rhand vindt, en Moiraines en Lans zoektocht naar de Herrezen Draak vlak voor de gebeurtenissen in Het Oog van de Wereld. Jordans originele plan was om deze trilogie af te werken voor de publicatie van boek elf en twaalf van Het Rad des Tijds, maar hij was teleurgesteld over de ontvangst van Een Nieuw Begin en besloot om eerst de hoofdserie af te werken alvorens een nieuwe poging te wagen. Maar zijn dood, op 16 september 2007, strooide roet in het eten, waardoor het nog maar de vraag is of de prequels er ooit zullen komen. Na het voltooien van Het Rad des Tijds zal Robert Jordans vrouw Harriet kijken of Brandon Sanderson niet ook de laatste twee geplande prequels wil afwerken.
De eerste paperback-editie van Een Nieuw Begin werd gepubliceerd op 13 juni 2005 en gaf de lezers een eerste blik op Mes van Dromen aan de hand van een ingevoegde proloog op het einde van het boek.

## Inhoud
Een Nieuw Begin beschrijft de gebeurtenissen die twintig jaar voor de gebeurtenissen in Het Oog van de Wereld plaatsvinden. Het verhaal begint met de laatste dagen van de Aiel Oorlog en de Slag voor de Glanzende Muren van Tar Valon. Het speelt zich voornamelijk rond de Toren af en de Grenslanden, vooral in Kandor.
Een Nieuw Begin focust zich op Moiraine Damodred en Siuan Sanche, twee Aes Sedai die nieuw zijn in de Toren, en hoe de jonge Moiraine ervoor kiest zich aan te sluiten bij de Blauwe Ajah. In dit boek ontmoet ze ook haar toekomstige zwaardhand Lan Mandragoran. Het boek legt ook uit hoe Moiraine en Siuan getuige waren van de profetie die de komst van de Herrezen Draak aankondigde.